# Wereldkampioenschap voetbal 2018 (Groep B) Marokko - Iran
Dit artikel gaat over de wedstrijd in de groepsfase in groep B tussen Marokko en Iran die gespeeld werd op vrijdag 15 juni 2018 tijdens het wereldkampioenschap voetbal 2018. Het duel was de 3e wedstrijd van het toernooi.

## Voorafgaand aan de wedstrijd
- Marokko stond bij aanvang van het toernooi op de 41e plaats van de FIFA-wereldranglijst.[1]
- Iran staat bij aanvang van het toernooi op de 37e plaats van de FIFA-wereldranglijst.[2]
- De confrontatie tussen de nationale elftallen van Marokko en Iran vond voor het eerst plaats.[3]
- Het duel vindt plaats in het Nieuwe Zenitstadion in Sint-Petersburg. Dit stadion werd in april 2017 geopend en kan 66.881 toeschouwers herbergen.

## Wedstrijdgegevens[4]
| Datum                | 15 juni 2018                                                                              | 15 juni 2018                                                                              |
| Wedstrijdnummer      | 3                                                                                         | 3                                                                                         |
| Stadion              | Nieuwe Zenitstadion, Sint-Petersburg                                                      | Nieuwe Zenitstadion, Sint-Petersburg                                                      |
| Toeschouwers         | 62.548                                                                                    | 62.548                                                                                    |
| Scheidsrechter       | Cüneyt Çakır                                                                              | Cüneyt Çakır                                                                              |
| Assistenten          | Bahattin Duran Tarik Ongun                                                                | Bahattin Duran Tarik Ongun                                                                |
| Vierde official      | Sergej Karasjov                                                                           | Sergej Karasjov                                                                           |
| Videoscheidsrechters | Felix Zwayer Mark Borsch (assistent) Bastian Dankert (assistent) Jair Marrufo (assistent) | Felix Zwayer Mark Borsch (assistent) Bastian Dankert (assistent) Jair Marrufo (assistent) |
| Man van de wedstrijd | Amine Harit                                                                               | Amine Harit                                                                               |
|                      | Marokko                                                                                   | Iran                                                                                      |
| Doelpunten           | 0                                                                                         | 1                                                                                         |
| Gele kaarten         | 1                                                                                         | 3                                                                                         |
| Rode kaarten         | 0                                                                                         | 0                                                                                         |
| Wissels              | 3                                                                                         | 3                                                                                         |
| Schoten op doel      | 4                                                                                         | 1                                                                                         |
| Schoten naast doel   | 6                                                                                         | 5                                                                                         |
| Overtredingen        | 22                                                                                        | 14                                                                                        |
| Hoekschoppen         | 5                                                                                         | 2                                                                                         |
| Buitenspel           | 0                                                                                         | 0                                                                                         |
| Vrije trappen        | 22                                                                                        | 14                                                                                        |
| Balbezit (%)         | 64                                                                                        | 36                                                                                        |

| Marokko | 0 – 1        | Iran |
| | goals        | 90+4' (e.d.) Aziz Bouhaddouz |
| Hervé Renard | bondscoach   | Carlos Queiroz |
| Munir Mohand Mohamedi Nordin Amrabat 76' Medhi Benatia Romain Saïss Achraf Hakimi Hakim Ziyech Karim El Ahmadi Younès Belhanda Mbark Boussoufa Amine Harit 82' Ayoub El Kaabi 76' | opstellingen | Alireza Beiranvand Ramin Rezaeian Rouzbeh Cheshmi Morteza Pouraliganji Ehsan Hajsafi 68' Masoud Shojaei 81' Omid Ebrahimi Vahid Amiri 85'Alireza Jahanbakhsh Sardar Azmoun Karim Ansarifard |
| Sofyan Amrabat 76' Aziz Bouhaddouz 76' Manuel da Costa 82' | wissels      | 68' Mehdi Taremi 81' Majid Hosseini 85' Saman Ghoddos |
| Karim El Ahmadi 34' | gele kaarten | 10' Masoud Shojaei 47' Alireza Jahanbakhsh 90+2' Karim Ansarifard |
| | rode kaarten | |